# چارلز مریم
چارلز مریم (انگلیسی: Charles Edward Merriam; ۱۵ نوامبر ۱۸۷۴ – ۸ ژانویهٔ ۱۹۵۳) دانشمند علوم سیاسی، استاد دانشگاه شیکاگو و بنیان‌گذار رویکرد رفتارگرایی در علوم سیاسی بود. او یکی از برجسته‌ترین روشنفکران مرتبط با جنبش ترقی‌خواهی در ایالات متحده و از مشاوران چندین رئیس‌جمهور این کشور بود. نیویورک تایمز در زمان مرگ‌ش او را «یکی از مهم‌ترین دانشمندان علوم سیاسی در کشور» نامید.

## فعالیت علمی
چارلز مریم در سال ۱۹۰۰ به عنوان نخستین عضو از گروه علوم سیاسی به دانشگاه شیکاگو پیوست. او در سال ۱۹۰۳ کتاب «تاریخی از نظریه‌های سیاسی آمریکایی» را نوشت که در آن به تحلیل جنبش‌های سیاسی در آمریکا پرداخته شده و جنبش ترقی‌خواهی مورد حمایت قرار گرفته است. او به سرعت در این گروه پیشرفت کرده و در سال ۱۹۱۱ به مقام استاد تمامی رسید.
مریم در طول فعالیت علمی‌اش تأثیر به سزایی در رشتهٔ علوم سیاسی داشت. آن‌گونه که دانشمند علوم سیاسی گابریل آلموند نوشته است: «مکتب شیکاگو را عموماً به عنوان مبدأ اصلی در تاریخ علوم سیاسی مدرن می‌دانند و چارلز مریم عموماً به عنوان بنیان‌گذار و تشکیل‌دهندهٔ مکتب شیکاگو شناخته می‌شود».